# Grünheide in der Mark
Grünheide (Mark) är en kommun och ort i Tyskland, belägen i Landkreis Oder-Spree i förbundslandet Brandenburg, omkring 30 km ostsydost om centrala Berlin.  Kommunens nuvarande gränser har bildats genom successiv sammanslagning med flera grannkommuner i området: Grünheide slogs ihop med Kagel och Kienbaum år 2001 och med Hangelsberg, Mönchwinkel och Spreeau år 2003.

## Historia
Området kring Grünheide har en lång historia som område för bosättningar. Begreppet "Grüne Heyde" på området är först känt i ett brev av kurfursten Joakim II av Brandenburg, som 1543 bjöd in sin bror markgreve Johan av Brandenburg-Küstrin till sitt jakthus här på en ö i Werlsee.
Trettioåriga krigets härjningar innebar en nästan total avfolkning av området. År 1662 gav "den store kurfursten" Fredrik Vilhelm av Brandenburg sitt tillstånd att anlägga en sågkvarn. Därmed räknas den nuvarande ortens grundningsår som 1662. Mellan 1748 och 1763 lät kung Fredrik II av Brandenburg många småbönder och skogshuggare slå sig ner som bosättare i området.
När ån Löcknitz 1875 gjordes seglingsbar och den närbelägna järnvägsstationen Fangschleuse anlades upplevde orten en ekonomisk blomstringstid. Många välbärgade Berlinbor lät uppföra stora sommarhus vid sjöarna Peetzsee och Werlsee. Bland andra Gerhart Hauptmann, Bertolt Brecht, Wilhelm Bölsche och Ernst Rowohlt tillbringade sommarmånaderna i och omkring Grünheide. Kommunen kallades Werlsee från 1889, men fick åter namnet Grünheide (Mark) 1934.
Vid sjön Störitzsee upprättades under DDR-epoken ett sommarläger, "Alexander Matrossow", genom IFA-Automobilwerke Ludwigsfelde. Lägret drivs idag som barnkolonin Störitzland. Ett annat sommarläger tillhörande tryck- och förlagsväsendet i DDR upprättades i Altbuchhorst.
Regimkritikern Robert Havemann levde i Grünheide från 1976 till sin död 1982. Under de första tre åren levde han här i husarrest på DDR-ledningens order. Efter tre års husarrest blev han åter fri, men fortfarande under övervakning. Den 9–10 september 1989 blev Havemanns änka Katjas hus plats för grundandet av medborgarrörelsen Neues Forum, ett viktigt steg i demokratiseringen av Östtyskland.

## Näringsliv
Grünheide utsågs i november 2019 till plats för Teslas fabrik Tesla Gigafactory Berlin-Brandenburg (Gigafactory 4), för montering av drivlinor och batterier till Teslas elbilar, samt initialt även slutlig montering av Tesla Model Y. Fabriken väntas fullt utbyggd skapa tusentals arbetstillfällen och vara en av förbundslandet Brandenburgs största privata arbetsgivare.

## Transport
Kommunen ligger vid Berlins ringmotorväg A10 och har två järnvägsstationer (Fangschleuse och Hangelsberg) som trafikeras med regionaltåg på linjen RE 1 (Magdeburg–Berlin Hauptbahnhof–Frankfurt an der Oder–Eisenhüttenstadt–Cottbus).